# Saxifraga jaljalensis
Saxifraga jaljalensis är en stenbräckeväxtart som beskrevs av Hideaki Ohba och S. Akiyama. Saxifraga jaljalensis ingår i Bräckesläktet som ingår i familjen stenbräckeväxter. Inga underarter finns listade i Catalogue of Life.